# Далила Мухамед
Далила Мухамед (енгл. Dalilah Muhammad; Њујорк, 7. фебруар 1990) америчка је атлетичарка и некадашња светска рекордерка у дисциплини 400 метара са препонама. Освајачица је златне медаље на Олимпијским играма у Рију 2016. године.

## Значајнији резултати
| Датум              | Такмичење                    | Место              | Пласман            | Дисциплина         | Резултат           |
| Представљајући САД | Представљајући САД           | Представљајући САД | Представљајући САД | Представљајући САД | Представљајући САД |
| ------------------ | ---------------------------- | ------------------ | ------------------ | ------------------ | ------------------ |
| 2007.              | Светско првенство за јуниоре | Острава            |                    | 400 м препоне      | 57,25              |
| 2013.              | Светско првенство            | Москва             |                    | 400 м препоне      | 54,09              |
| 2016.              | Олимпијске игре              | Рио де Жанеиро     |                    | 400 м препоне      | 53,13              |
| 2017.              | Светско првенство            | Лондон             |                    | 400 м препоне      | 53,50              |
| 2019.              | Светско првенство            | Доха               |                    | 400 м препоне      | 52,16              |
| 2019.              | Светско првенство            | Доха               |                    | штафета 4 х 400 м  | 3:18,92            |
| 2021.              | Олимпијске игре              | Токио              |                    | 400 м препоне      | 51,58              |
| 2021.              | Олимпијске игре              | Токио              |                    | штафета 4 х 400 м  | 3:16,85            |
| 2022.              | Светско првенство            | Јуџин              |                    | 400 м препоне      | 53,13              |